# Real Colegiata del Santo Sepulcro

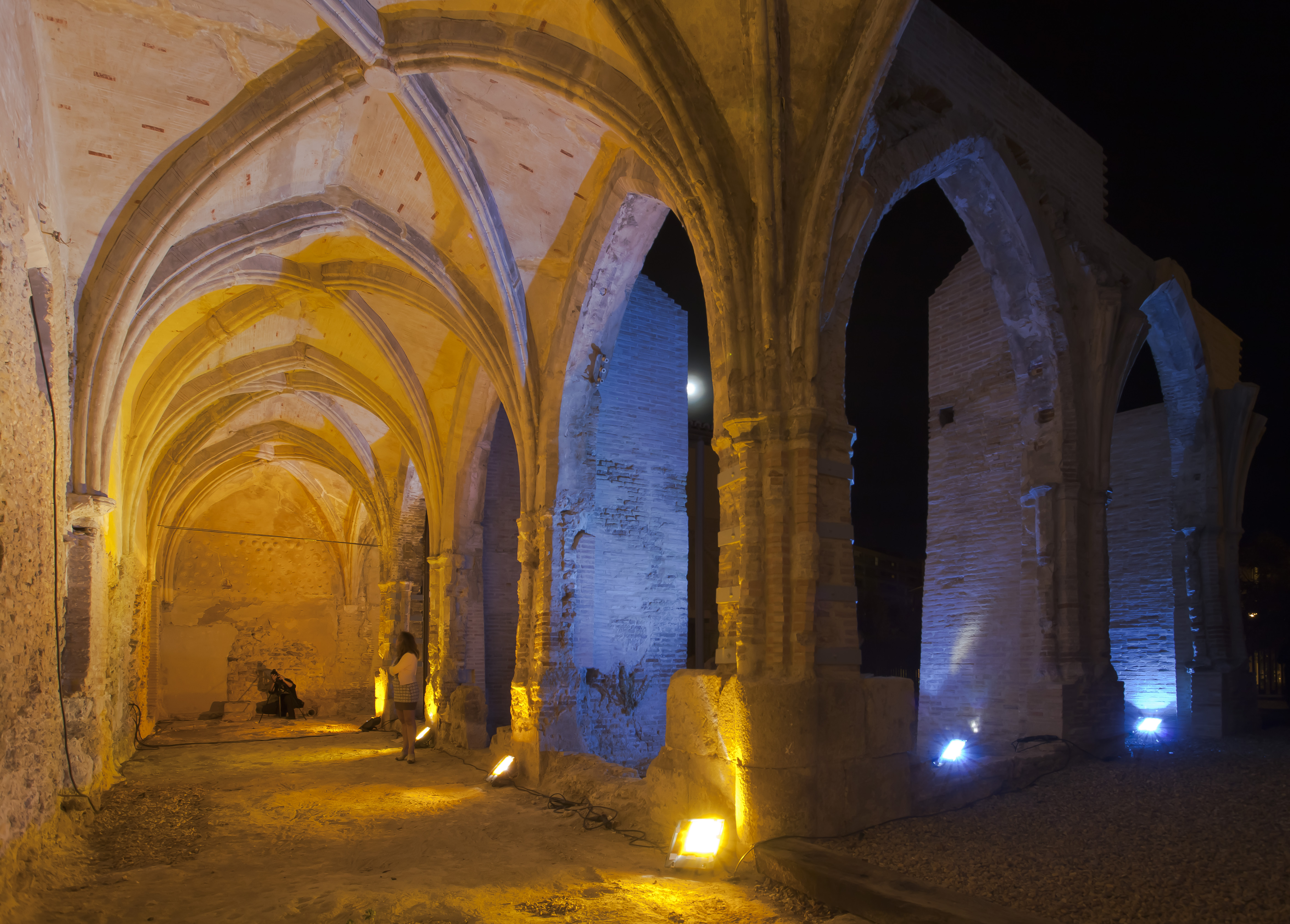
Claustro de la Colegiata.

La Real Basílica-Colegiata del Santo Sepulcro es un templo parroquial católico del siglo XVII sito en el municipio español de Calatayud (Zaragoza) adscrito al arciprestazgo de Calatayud de la diócesis de Tarazona.
Es el principal templo en España de esta Orden. Tiene una fachada con 3 puertas, flanqueada por 2 torres y un tabernáculo digno de mención. Casa matriz de la Orden del Santo Sepulcro en España. Estructuralmente, es una réplica del Santo Sepulcro de Jerusalén.

## Historia
La primera iglesia se erigió en 1156 gracias a Ramón Berenguer IV y casi un siglo después, en 1249, se construyó otra nueva de estilo mudéjar por orden de Jaime I. La iglesia actual comenzó a construirse en 1605 y las obras, a cargo de Gaspar de Villaverde, culminaron en 1613.
Al morir sin hijos el rey Alfonso I el Batallador en 1134, nombró en su testamento herederas de sus bienes a las tres órdenes: la Orden de los Canónigos del Santo Sepulcro, la Orden de los Templarios y la Orden de San Juan. La nobleza aragonesa, no conforme con tan extraño testamento, designó como sucesor a D. Ramiro, monje benedictino obispo de Roda, y hermano del monarca fallecido.
El 9 de noviembre de 2020 le fue concedido el título de Basílica.

## Características
Está catalogada como Bien de Interés Cultural del patrimonio aragonés. Localizada junto a la antigua Puerta de Somajas, actualmente llamada de Zaragoza, la actual Real Basílica-Colegiata del Santo Sepulcro fue concluida en 1613 por el arquitecto Gaspar de Villaverde, quien erigió un templo protobarroco de tradición herreriana sobre el anterior de estilo mudéjar, del que todavía se conservan algunos restos.
Salvo el basamento y las portadas de sillería, el resto de la iglesia está construida con ladrillo. La fachada es muy sencilla con tableros cuadrados y rectangulares de ladrillo resaltado. La fachada está flanqueada por dos torres, de tres cuerpos de planta cuadrada cada una y un remate octogonal con chapitel cónico.
El interior del templo, de tres naves, es monumental con una nave central más amplia. El crucero no está resaltado y el presbiterio es profundo para alojar el coro. Pilares de orden toscano separan las naves con arcos entre ellos de medio punto.
La nave central se cubre con bóveda de lunetos y las laterales con bóveda de arista. Sobre el crucero se alza una cúpula de gran tamaño sobre pechinas, con tambor y linterna. En las pechinas se aprecia la cruz del santo sepulcro y el tambor cuenta con 8 ventanas y otras tantas hornacinas donde se alojan esculturas de ángeles con los atributos de la pasión.
Los retablos son un excelente ejemplo de la escuela de escultores, doradores y pintores de Calatayud del siglo XVII. En los retablos de la iglesia se representa el ciclo íntegro de la Pasión de Cristo. En los laterales hay ocho unidades, seis obra de Juan de Palafox y dos del canónigo don Francisco Yago de Soria, que se realizaron en 1666 siguiendo un estilo y una tipología similares.

## Claustro
De la primitiva construcción mudéjar, edificada bajo jurisdicción de la Encomienda de la Orden del Santo Sepulcro de Jerusalén, documentada en Calatayud desde mediados del siglo XII, tan solo se conserva parte del magnífico claustro construido a mediados del siglo XIV, así como diversos restos de estancias de uso común como la biblioteca o incluso de la colegiata. El claustro se levantaba sobre una planta cuadrada; actualmente en estado ruinoso, se conserva en pie tan solo la mitad del mismo. Cada crujía se divide en cinco tramos, que se cubren con crucería sencilla que abre al patio mediante tres grandes vanos apuntados sin moldurar que quedan separados por contrafuertes de sección rectangular y hoy aparecen casi todos tabicados. La parte del claustro que queda adosada al convento aún conserva restos de decoración puntada.
Sobre la planta baja se levanta una segunda, abierta en arcos apuntados, correspondiendo tres por cada vano inferior, y rematada por alero en saledizo de ladrillo. En el siglo XVI se recreció mediante la adición de una planta más, de vanos de medio punto con antepecho con óculos, que están en la actualidad casi todos tabicados. El claustro de Calatayud quizá se convirtiera en el prototipo de los claustros de la Orden en otras ciudades.

## Galería de imágenes

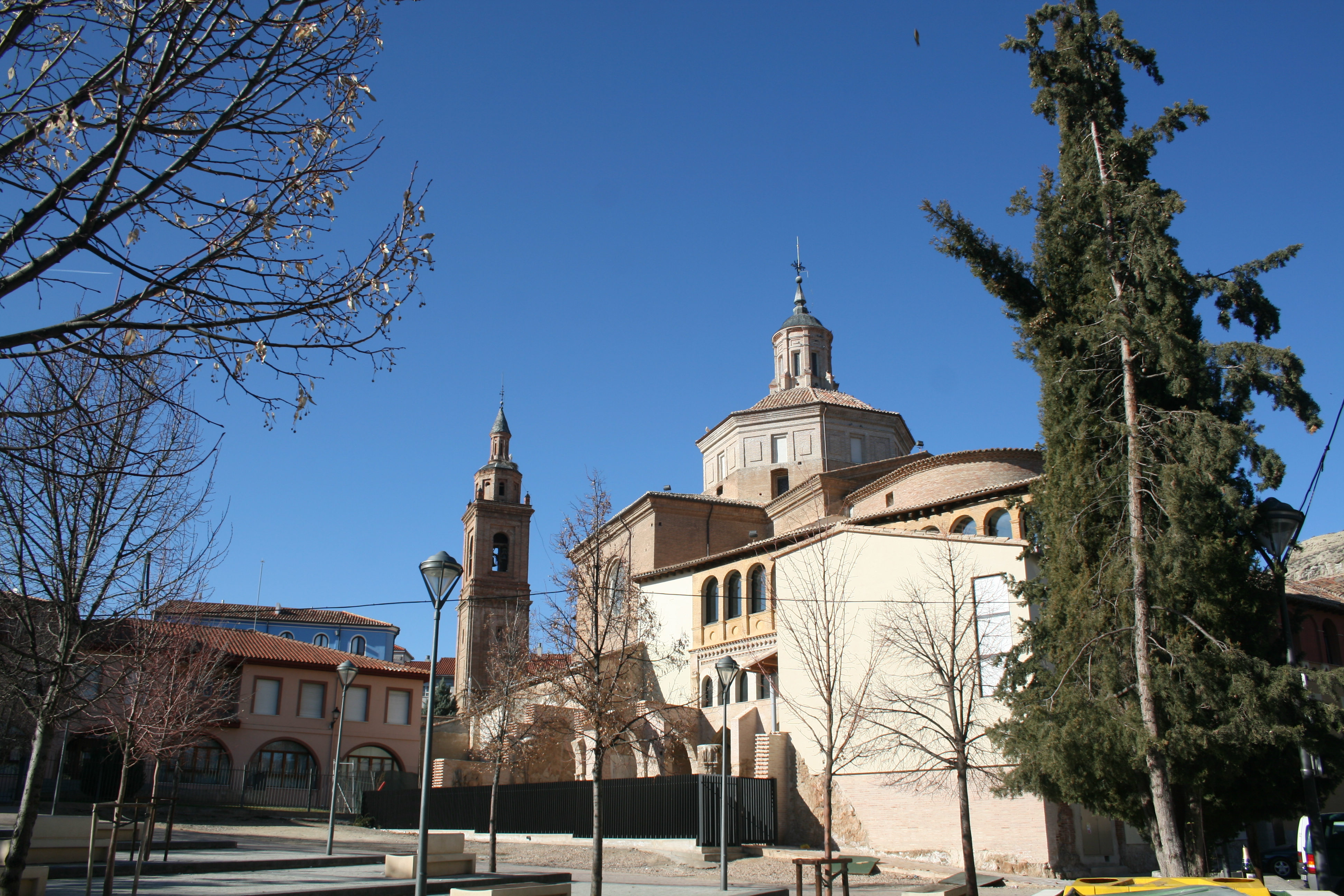
Vista lateral.
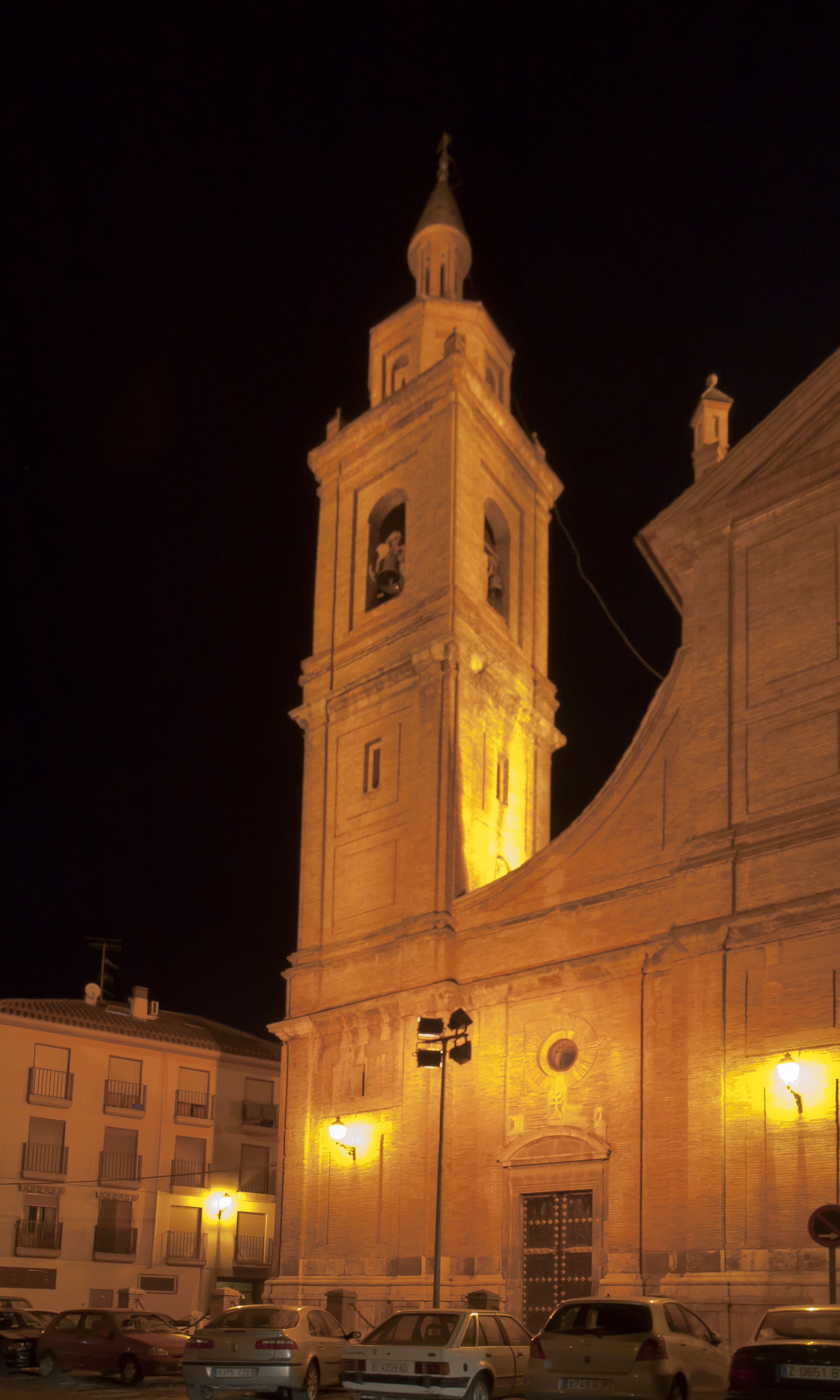
Campanario.
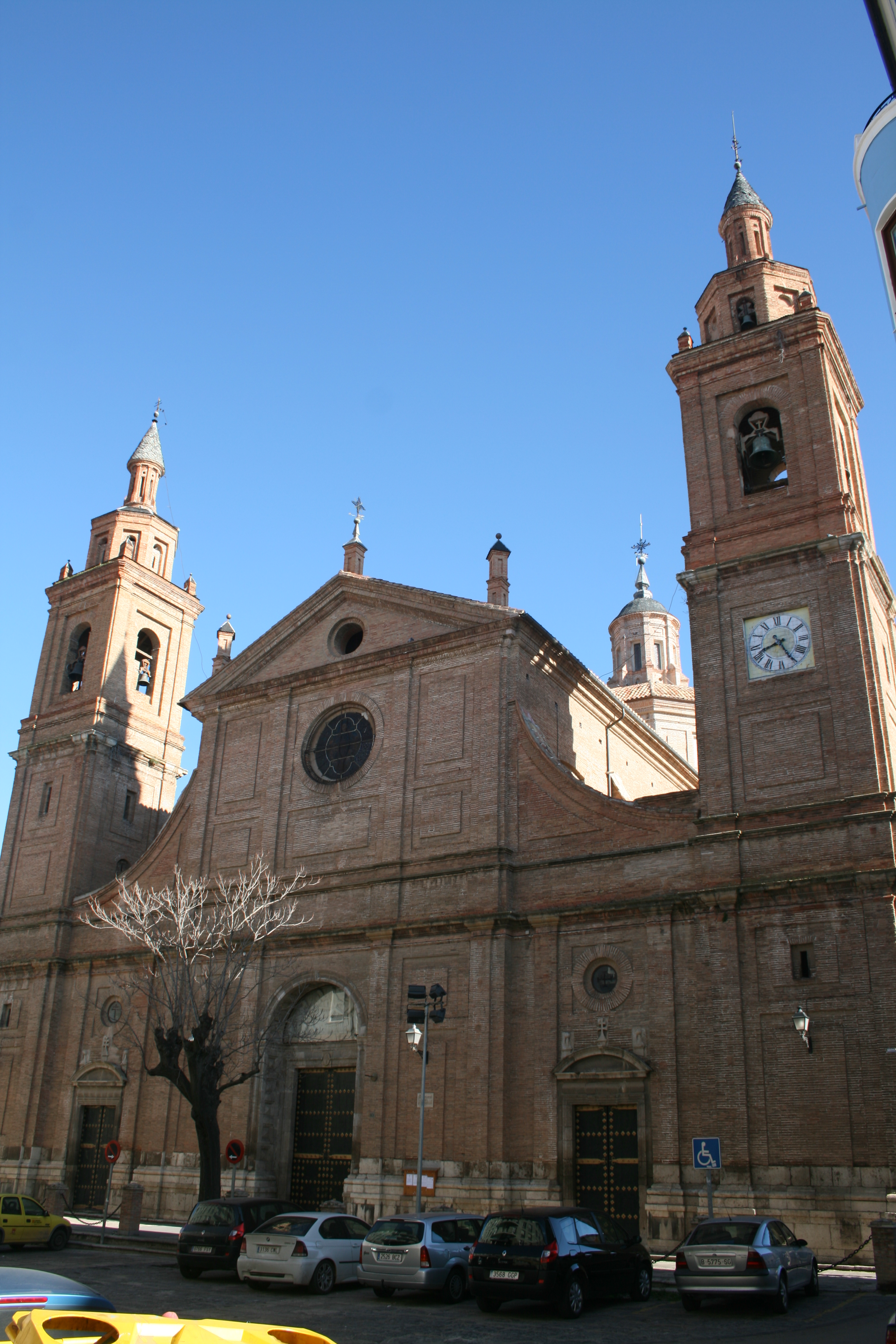
Fachada.
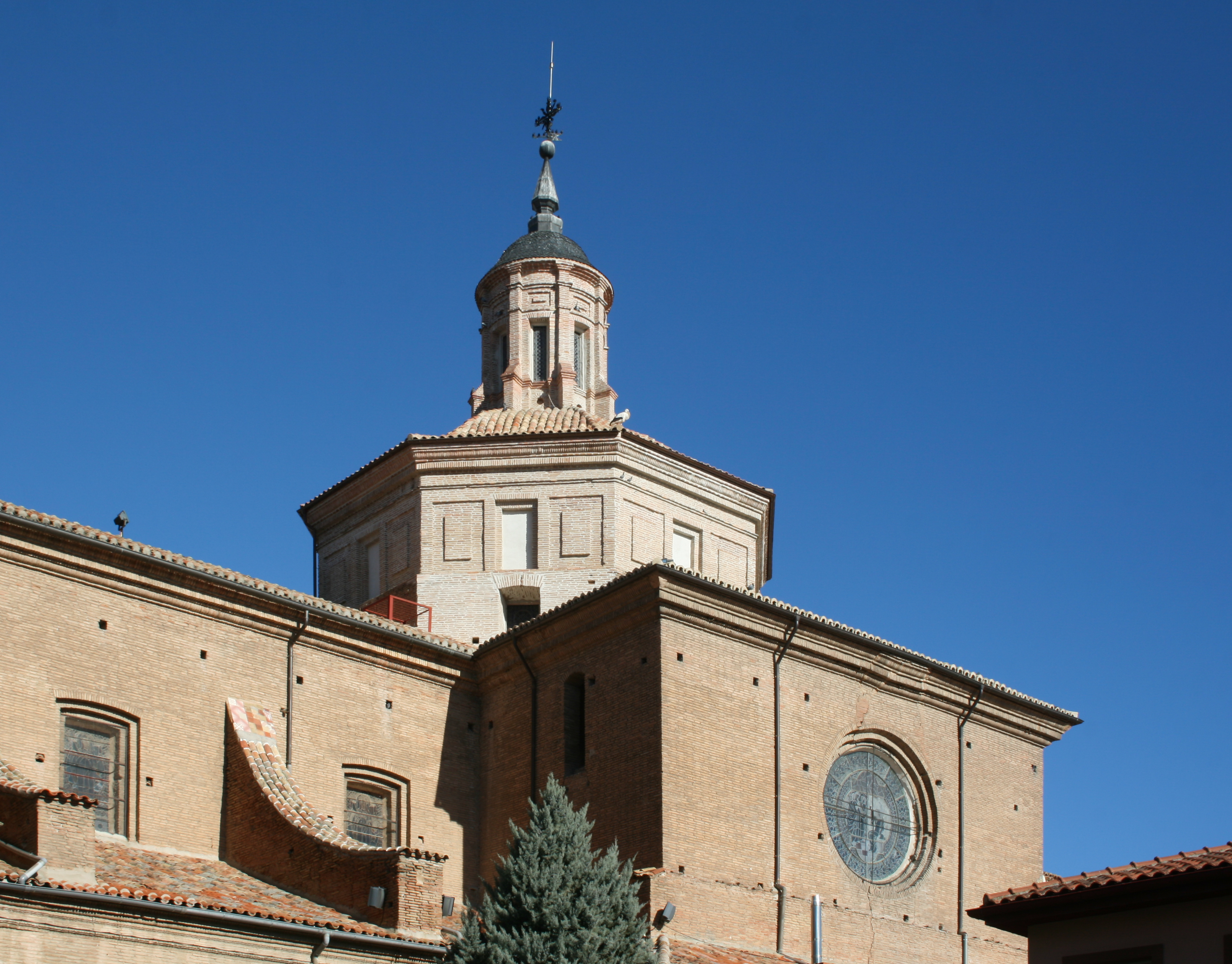
Vista del tambor y la linterna.
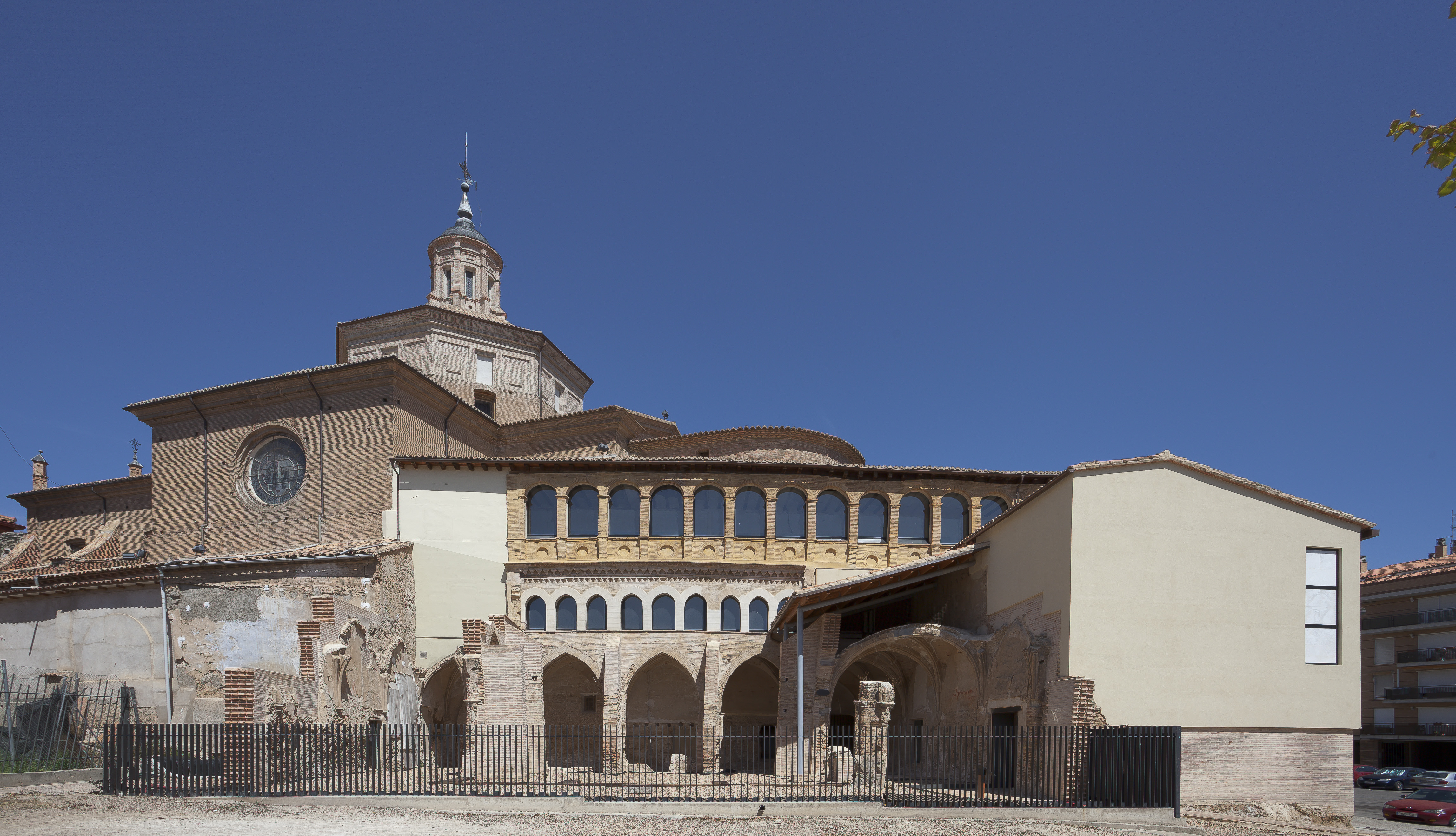
Vista general del claustro.
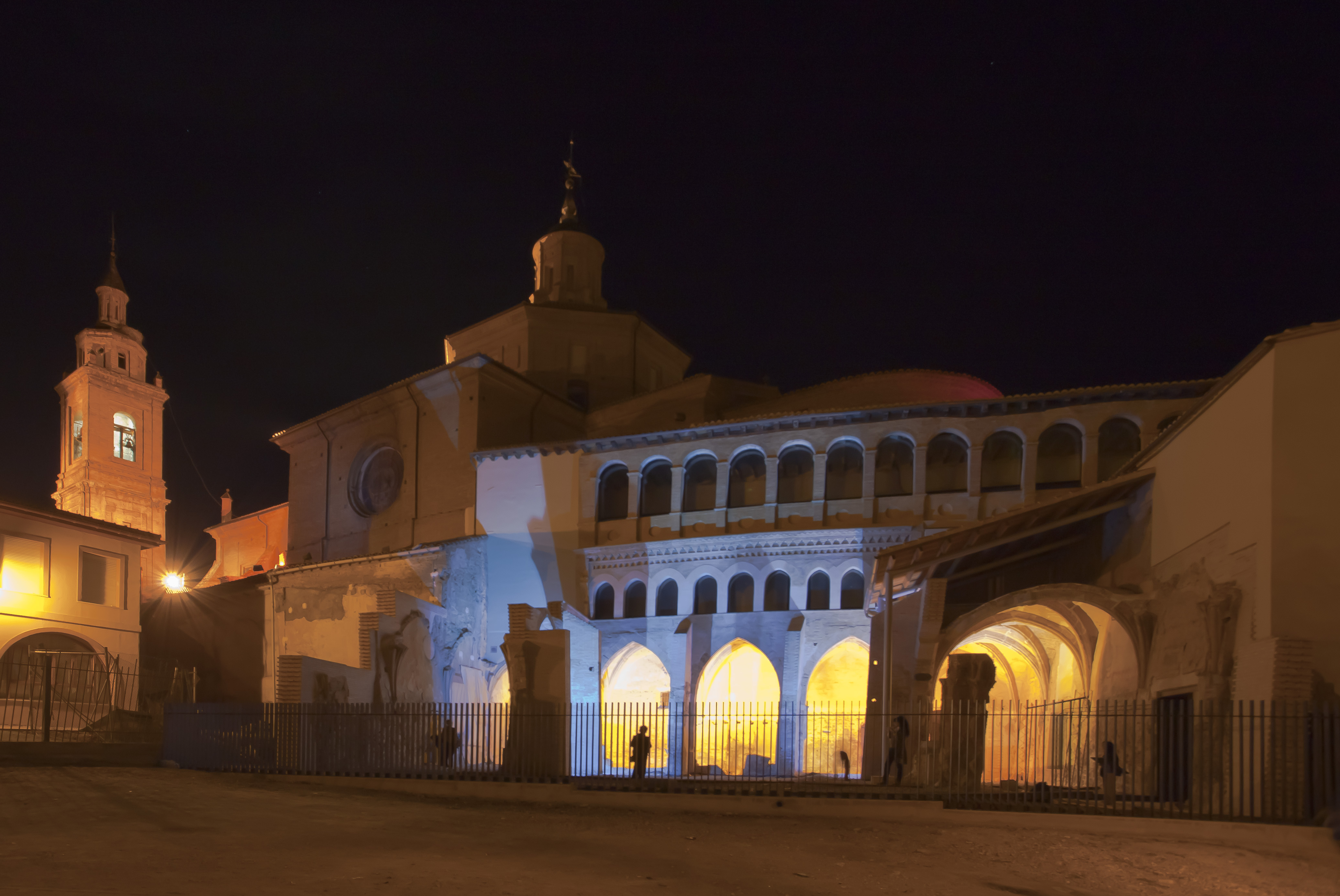
Vista nocturna del claustro.
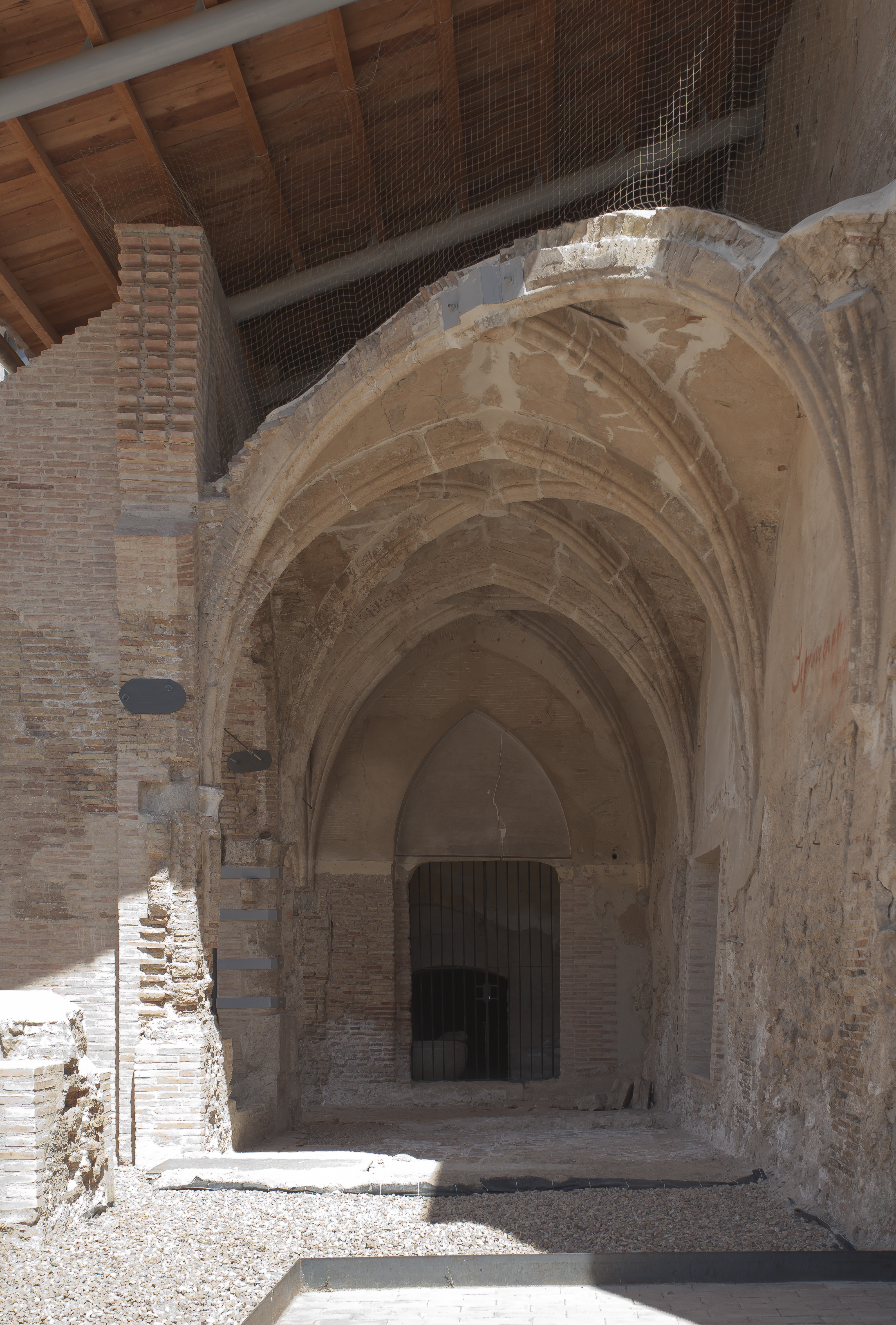
Arcos del claustro.
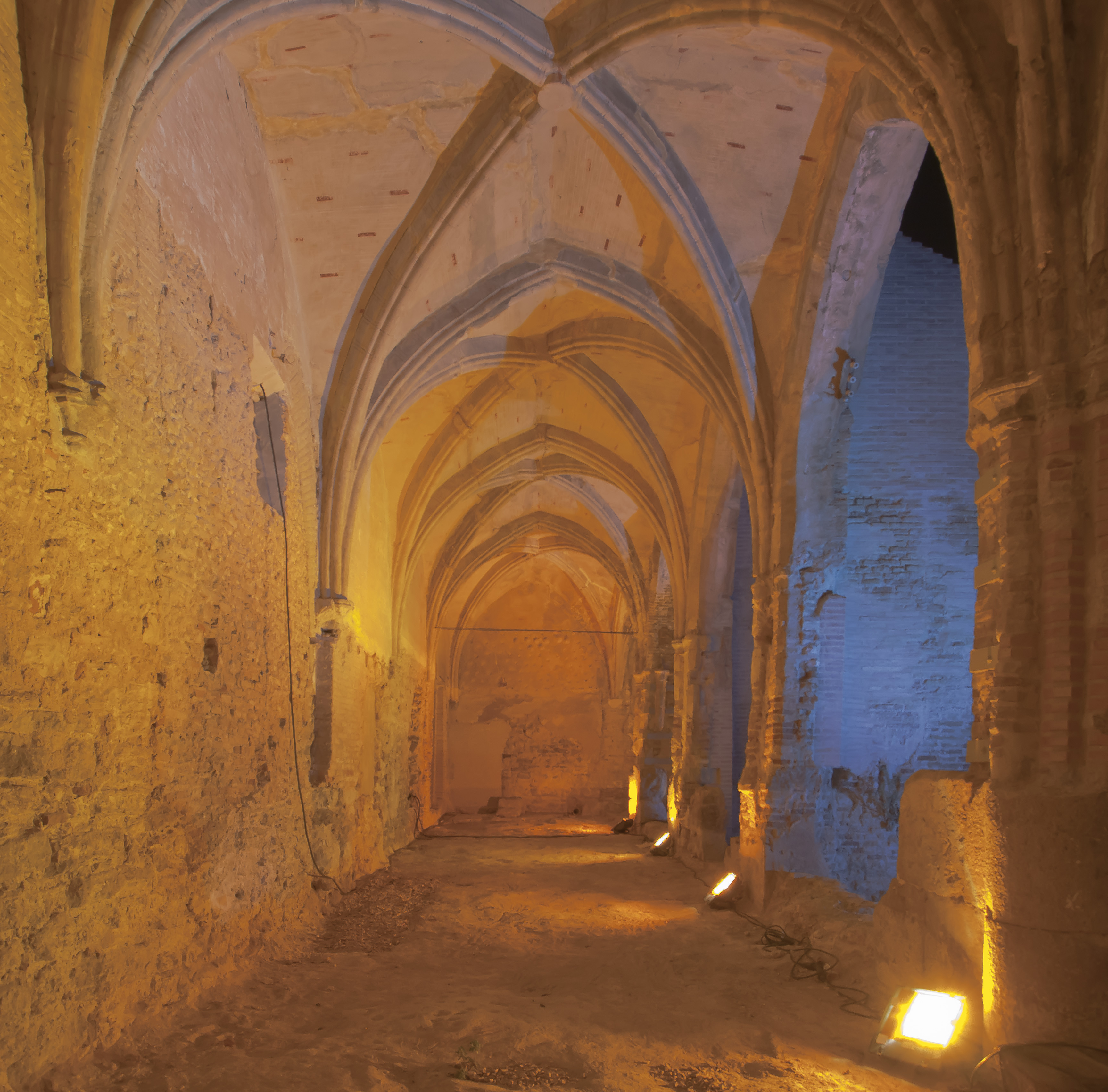
Vista nocturna